# Idiurus zenkeri
Idiurus zenkeri és una espècie de mamífer rosegador de la família dels anomalúrids. Viu al Camerun, la República Centreafricana, el Congo, la República Democràtica del Congo, Guinea Equatorial i, possiblement, Uganda. Es tracta d'un animal nocturn. El seu hàbitat natural són els boscos humits tropicals de plana i montà. És una espècie en risc mínim, és a dir, no sembla que hi hagi cap amenaça significativa per a la seva supervivència.
Aquest tàxon fou anomenat en honor del jardiner, botànic i zoòleg alemany Georg August Zenker.

## Descripció
Es tracta de l'espècie més petita entre els anomalúrids, amb una llargada de cap a gropa d'entre 6,3 i 7,5 centímetres. La cua és molt llarga, arribant a longituds entre 8,3 i 10,4 centímetres, el que representa aproximadament el 130% de la llargada de cap a gropa. El seu pes és d'uns 18 grams. Les potes posteriors fan entre 14 i 17 mm. El seu pelatge és suau i dens. Els pèls dorsals tenen una longitud d'aproximadament 8 mil·límetres. La coloració a l'esquena i al ventre és de color marró mig. Els pèls són de color gris fosc al naixement i la part central, mentre que a l'extrem són de color marró mig. El cap té els pèls de color similars als de l'esquena, i no presenta dibuixos especials. Les vibrisses són llargues i arriben a fer fins a 35 mil·límetres. Les orelles arrodonides són de mida mitjana i fan entre 11 i 15 mm, i a la part superior són gairebé completament glabres.
Les potes davanteres són curtes. Les mans tenen un pèl primaveral als costats exteriors i quatre dits aproximadament igual de llargs amb urpes negres. Les potes posteriors són lleugerament corbades i tenen cinc dits als peus, que també són aproximadament de la mateixa longitud.
El crani té una longitud total d'una mitjana de 20,9 mil·límetres i una amplada mitjana de 12 mil·límetres.

## Distribució
Viuen al Camerun i a la part continental de Guinea Equatorial, i també tenen presència a la regió fronterera entre la República Democràtica del Congo i la República Centreafricana, així com al nord-est de la República Democràtica del Congo. És possible que també visquin a l'extrem occidental d'Uganda, encara que no hi ha prou evidències.

## Ecologia
És nocturn i gairebé exclusivament arborícola. Passa el dia en forats als arbres, on s'acumulen nombrosos animals, incloent d'altres tipus com l'esquirol volador de Lord Derby.